# Interplanetary Phenomenon Unit
Interplanetary Phenomenon Unit (tạm dịch: Đơn vị Hiện tượng Liên Hành tinh; viết tắt IPU)  là một nhóm chuyên điều tra về hiện tượng UFO trực thuộc Chi cục Khoa học và Kỹ thuật, Tổng cục Phản gián, Bộ Lục quân Mỹ có lẽ được thành lập trong thập niên 1940 và giải thể vào cuối thập niên 1950.
Một số nhà nghiên cứu UFO từng đưa ra giả thuyết rằng đây quả thực là đơn vị quân sự mật và một trong những nhiệm vụ chính là âm thầm điều tra về hiện tượng UFO ở nước Mỹ và trên toàn thế giới. Giới chức trách quân sự Mỹ sau cùng đành phải xác nhận sự tồn tại của một dự án như vậy nhưng lại phủ nhận rằng đây không phải là đơn vị quân đội như mọi người lầm tưởng mà đúng hơn chỉ là nhóm nghiên cứu phản gián nội bộ, đồng thời còn cho biết là sau khi giải thể dự án này, mọi tài liệu liên quan đều được chuyển giao cho Không quân Mỹ (USAF), rồi sau mới hợp nhất vào kho lưu trữ tài liệu thuộc Dự án Blue Book vào cuối thập niên 1950.
Nhiều nhóm nghiên cứu UFO khác nhau từng đề nghị tiếp cận nguồn tài liệu này dựa theo Đạo luật Tự do Thông tin (FOIA) liên quan đến IPU. Tháng 5 năm 1984, nhà UFO học William Steinman liền viết một lá thư gửi tới ban giám đốc phản gián quân đội đòi cung cấp thông tin và hành động về IPU trong lĩnh vực khoa học và công nghệ. Trung tá Lance R. Cornine đã phản hồi cho Steinman biết rằng IPU tồn tại trong vòng bí mật và từ chối công nhận nhóm này là một đơn vị quân đội chính thức.
Tháng 3 năm 1987, một nhóm nghiên cứu UFO người Anh đã lần lượt viết thư để rồi lại nhận lời xác thực về sự tồn tại của IPU từ viên Đại tá William Guild. Guild phân loại rõ hơn về sự tồn tại của hồ sơ lưu trữ IPU đều được chuyển sang Văn phòng Điều tra Đặc biệt Không quân (AFOSI), cơ quan phản tình báo bên Không quân cùng với hồ sơ Dự án Blue Book.
Nhà lý thuyết âm mưu UFO Timothy Good đã lập luận trong cuốn sách của mình rằng IPU nằm dưới sự chỉ đạo của Tướng George Marshall. Nguồn tài liệu của Văn phòng Điều tra Đặc biệt Không quân Mỹ về IPU nếu có thật ngoài đời thì hẳn là chưa bao giờ được công bố hoặc tiết lộ ra cho công chúng biết tới.